# Kovács Péter (vízilabdázó)
Kovács Péter (Budapest, 1991. május 16. ― ) magyar válogatott vízilabdázó, a BVSC-Zugló játékosa center poszton.

## Sportpályafutása
A Váci SE együttesében kezdett vízilabdázni, később utánpótláskorú játékosként megfordult a Honvéd és a KSI csapatában is. 2011-ben a Székely Bulcsú által vezetett juniorválogatott tagjaként 8. helyezést ért el a vóloszi világbajnokságon. Ugyanebben az évben a Honvédhoz igazolt, mellyel ezüstérmet szerzett a Magyar Kupa döntőjében, 8-9 arányban alulmaradva a Szeged ellen. 2014 óta a BVSC játékosa. 2017-ben 5. helyen végzett az egyetemi válogatottal.
2017 év elején a szövetségi kapitányi posztot frissen átvevő Märcz Tamástól meghívót kapott a XI. Volvo-kupára készülő válogatottba. Ezen a tronán mutatkozott be a magyar nemzeti csapatban, egy Montenegró ellen 4-9 arányban elveszített mérkőzésen. 2023 őszén kapott újra válogatott-meghívót, ezúttal Varga Zsolttól. Tagja volt a 2024-es Európa-bajnokságon 4., a világbajnokságon pedig 7. helyezést elért magyar csapatnak.

## Eredményei

### Klubcsapattal

#### Honvéd
- Magyar kupa
  - Ezüstérmes: 2011

#### BVSC
- Magyar bajnokság
  - bronzérmes: 2025
- Magyar kupa
  - Bronzérmes: 2018

### Válogatottal

#### Korosztályos
- Junior világbajnokság
  - 8. hely: 2011

#### Felnőtt
- Világbajnokság
  - ezüstérmes: 2025
  - 7. hely: 2024
- Európa-bajnokság
  - 4. hely: 2024